# سلطان‌احمد اردلان
سلطان‌احمد اردلان دیپلمات ایرانی و سفیر ایران در بلغارستان(۱۳۵۱–۱۳۵۴) و روسیه(۱۳۵۴–۱۳۵۷) بود.
وی از کارمندان ثابت وزارت امور خارجه بود و مسئولیت‌هایی مانند معاونت اداره تشریفات را نیز بر عهده داشت.